# 兴福街道
兴福街道，是中华人民共和国山東省济南市槐荫区下辖的一个乡镇级行政单位。

## 行政区划
兴福街道下辖以下地区：
位里社区、济西生活区社区、大金庄村、彭家庄村、于家庄村、演马庄村、小饮马庄村、小董庄村、担山屯村、小金庄村、孟王庄村和油牌赵庄村。

## 人口
2010年中国第六次人口普查时，兴福街道共有人口84135人。共有家庭20955户，平均每户3.18人。14岁以下的少年儿童共11374人，占总人口13.51%；15-64岁人口共67728人，占总人口80.49%；65岁及以上的老年人共5033人，占总人口的5.982%。男性共计46839人，占总人口55.67%；女性共计37296，占总人口44.32%。本地居住的人口中，拥有本地户籍的人口为57471人，占68.30%。